# علاج بالضحك
العلاج بالضحك هو دراسة لطبيعة الضحك وتأثيره على الجسم، من المنظور النفسي والفيزيولوجي. حيث يدافع أصحاب هذه النظرية في كثير من الأحيان عن تحفيز الضحك لأسباب علاجية. [بحاجة لمصدر] ويدرس أيضا التأثير الغير معقول الطبي للضحك. [بحاجة لمصدر] ويرجع أصل هذه الكلمة إلى كلمة gelos اليونانية ، geloto والتي تعني يضحك، وضحكات، والضحك.

## أنواع العلاج

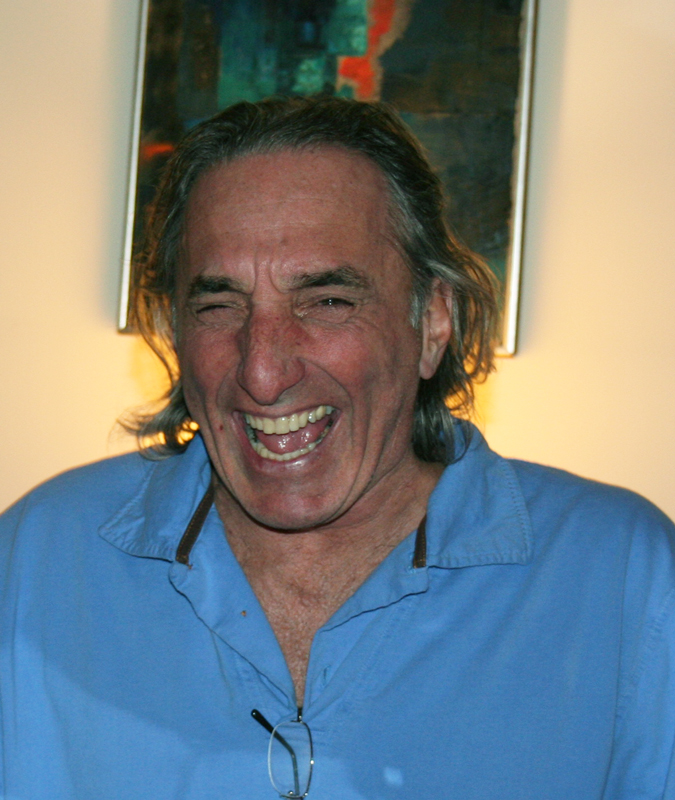
ضحك

ووفقا لمقال في مجلة التمريض النفس اجتماعي يوجد بحث موثق جيدا ومستمر في هذا المجال من الدراسة. [وصلة مكسورة] [بحاجة لرقم الصفحة] [هل المصدر موثوق به؟] وأدى هذا البحث إلى ظهور علاجات جديدة ومفيدة يستخدمها الأطباء والأطباء النفسيين، وغيرهم من العاملين في مجال الصحة العقلية باستخدام الفكاهة والضحك لمساعدة المرضى في مواجهة أو التعامل مع مجموعة متنوعة من المسائل النفسية والجسدية. وهذه العلاجات المختلفة ليست خاصة بالعاملين في مجال الرعاية الصحية أو الأطباء. ويمكن ممارسة بعض هذه العلاجات إما بشكل فردي أو في مجموعات للمساعدة في علاج الشخص. ويبدو أن القول المأثور «الضحك أفضل دواء» به شيءمن الصحة. أو ربما، كما قال فولتير: «إن الطب هو فن إبقاء المريض مستمتعا بينما تعالجه الطبيعة من مرضه».
- العلاج بالفكاهة: ويعرف أيضا بالفكاهة العلاجية. باستخدام مواد فكاهية مثل الكتب، والبرامج، والسينما، أو القصص لتشجيع المناقشة العفوية لخبرات المرضى الفكاهية الخاصة. ويمكن استخدام هذه التقنية منفردين أو في إطار المجموعة. ويسهل هذه العملية الطبيب المعالج. ومن عيوب العلاج بالفكاهة في شكل مجموعة، أن من الصعب تقديم موادا يجدها جميع المشاركين في المجموعة فكاهية. ومن المهم أن يكون الطبيب متفاعلا ومتعاطفا، يضحك مرضاه ولا يسخر منهم.
- العلاج بالضحك: مثيرات الضحك معروفة جيدا في حياتنا مثل الناس، وأشياء من مرحلة الطفولة، والمواقف، والأفلام، والنكت، الكوميديين، وما إلى ذلك مما يجعلنا نضحك. واستنادا إلى المعلومات التي قدمها المريض، يعمل الطبيب على إنشاء ملف شخصي للفكاهة للمساعدة في علاج الضحك. في هذا النظام، يدرس المريض التدريبات الأساسية التي يمكنه ممارستها. ويعتبر الهدف من هذه التمارين هو التذكير بأهمية العلاقات والدعم الاجتماعي. من المهم أن يكون الطبيب حساسا لما يتصوره المريض دعابة.
- العلاج بالضحك المعروف أيضا باسم gelotherapy : هو برنامج علاجي مرافق مبتكر، يطلق عليه عادة العلاج بالضحك أو الضحك العلاجي، التي وضعها الطبيب النفسي ستيف ويلسون (أوهايو)، مؤسس جولة الضحك العالمية. وهو وسيلة لمساعدة الناس على إعادة الاتصال مع الطبيعة، والضحك الحقيقي المشروع لكل إنسان. ويولد كل منا بجهاز عصبي وبدني للضحك، ولذلك فنحن نفعل ذلك دون أن تعلم كيف، بدءا من حوالي 4 أسابيع من العمر، في ظل الظروف المناسبة (يمكن الإطلاع على شرح ذلك في بحث ستيف ويلسون، «ضحك الطفل بشدة»). ويعتقدأطباءالاعصاب الذين قامو بهذا الاكتشاف أن الضحك له قيمة البقاء على قيد الحياة. للحصول على البديل اليومي المحتمل الأمثل للضحك، هو أن تكون في حالة Gelotonia و (Gelos هي الكلمة اليونانية للضحك)، ليكون Gelotonic (التعابير الجديدة التي صاغها ستيف ويلسون). وللأسف، فإن العالم لا يقدم في كثير من الأحيان الظروف المناسبة للGelotonia، وترك العديد من الناس في حالة من Gelotosis، أو hypogelotonia (عدم الضحك بما فيه الكفاية). وبالإضافة إلى فوائد أخرى فإن برنامج العلاج بالضحك الذي يقدمه جولة ضحك العالم قد يكون مجرد علاج لhypogelotonia.

يتيح هذا البرنامج فرصة التعرف المنهجي على الضحك المرح الحقيقي في بيئة داعمة، تكون في معظم الأحيان من خلال سلسلة من تدريبات الضحك مقترنة ببرنامج من ست خطوات يعرف بالحياة طيبة-القلب (ج)، تحت إشراف فائد مؤهل / معلم / معالج الذي أكمل تدريب أساسي لا يقل عن يومين وحصل على شهادة قائد الضحك (ر) (CLL). وبعد تلقي البرنامج مع CLL، يمكن للفرد مواصلة التمارين بنفسه بوصفها إستراتيجية الاعتماد على الذات، أو العودة لمزيد من دورات المجموعة. ويعتبر هذا علاج مساعد وليس معالجة أولية، من حيث أنه يساعد العلاجات الأولية على العمل بنحو أفضل. استرشادا بتفسيرات البحوث العلمية المتاحة، وبدعم من اللجنة الاستشارية الفنية، يعتقد أن لديه إمكانات لتعزيز الشفاء والصحة والوقاية من المرض، والحد من ردود فعل الإجهاد، ورفع الروح المعنوية. فهذا نشاط فريق انجز في جلسات تستمر من 20 دقيقة إلى ساعة.
ويمكن للجلسات أن تكون بعناوين مختلفة مثل نادي الضحك وفصل الضحك، جلسة الضحك، واللياقة البدنية للضحك، وبرنامج الضحك، وأكثر من ذلك. يمكن أن تكون هذه الجلسات لمرة واحدة، أو متكررة لتعزيز التأثير. ويعتقد أن تكون الميزة العلاجية تعززها نظام القيم التي تصر على أن تكون تلك الجلسات غير سياسية وغير دينية، غير باحثة عن الكمال، غير استغلالية، غير قادرة على المنافسة، وغير مهددة، وترحب الجميع. وبالإضافة إلى ذلك، تلتزم الـ CLLs بقواعد السلوك. الصفات الشخصية المرغوب فيها للقائد الفعال، بالإضافة إلى التدريب الأساسي، أن يكون ناضجا بما يكفي لتنفيذ البرنامج بمسؤولية، ومرح. بينما المهنيين الذين لديهم تدريب وأوراق اعتماد أخرى، مثل الممرضات ومعالجين النشاط، تضيف قيمة ونطاق لتمارينهم بعد أن يصبحوا CLLs. بدأ تطوير هذا البرنامج في عام 1998، ولا يزال يتطور.
- تأمل الضحك: هناك بعض التشابه بين تأمل في الضحك والتأمل التقليدي. ومع ذلك، فإنه هو الضحك الذي يركز الشخص على التركيز على لحظة ما. من خلال عملية من ثلاث مراحل، التمدد والضحك و/ أو البكاء، وفترة من الصمت التأملي. في المرحلة الأولى، يضع الشخص كل طاقته في مد كل عضلة من دون ضحك. في المرحلة الثانية، يبدأ الشخص بابتسامة تدريجية، ومن ثم يبدأ ضحك البطن أو البكاء ببطء عن قصد أيهما يحدث. في المرحلة النهائية، يتوقف الشخص فجأة عن الضحك أو البكاء، ثم وعيونهم مغلقة يقومون بالتنفس بدون صوت، ويعملون تركيزهم على اللحظة. هذه العملية تستغرق تقريبا 15 دقيقة من التمرين. وقد يكون هذا محرجا بالنسبة لبعض الناس الذين يعتبرون الضحك ليس بالضرورة عفويا. ويعتبر هذا عموما رأي شخصي.
- يوجا الضحك ونوادي الضحك: تشبه إلى حد ما اليوغا التقليدية، يوغا الضحك هو تمرين يجمع بين التنفس، واليوغا، وتقنيات التمدد، جنبا إلى جنب مع الضحك. ويضم الشكل التنظيمي عددا من تدريبات الضحك لمدة 30-45 دقيقة يقوم به شخص مدرب. ويمكن لهذه التمارين أن تستخدم كعلاج وقائي أو تكميلي. ويمكن تأدية ضحك اليوغا في مجموعة أو ناد. نوادي الضحك العلاجية هي امتداد ليوجا الضحك، ولكن في شكل نادي رسمي. الحاجة إلى مواد دعابية ليست بالضرورة مطلوبة. ضحك اليوغا مشابه ليوغا أسانا، وممارسة الضحك البوذى القسري. قد يجد بعض المشاركين حرجا في أن الضحك ليس عفوية في الأشكال المنظمة.

(5) فوائد أندية الضحك الصحية.
1-	الحياة الشخصية: إضافة المزيد من الضحك في حياتك الشخصية، وظهور ابتسامتك أكثر وتطور حس النكتة وتشعر بمزيد من الثقة والتوقعات الايجابية والأمل والتفاؤل ويتغير مزاجك في غضون دقائق، وإذا مزاجك تحسن، فكل شيء من حولك سوف تشعر بأنه يتحسن وتساهم بأفضل ما لديك في أي مكان تتواجد به.
2-	في العمل: الدماغ يحتاج إلى 25% من الأكسجين الذي أدخله الجسم عليه، أكثر من أي جهاز عضوي، وتمارين الضحك تزيد من إمدادك بالأكسجين، ليس إلى الدماغ فقط ولكن إلى كامل الجسم .. وكل هذا يساعدك في أدائك الوظيفي بكفاءة عالية أكثر من المعتاد .
3-	صحيا: في الواقع إن 10 دقائق من الضحك النابع من القلب تعادل فوائد 30 دقيقة من استخدامك لجهاز التجديف.. أنه يقلل من الآثار السلبية الناتجة عن إجهاد جسمك والذي هو السبب الجذري لجميع الأمراض.. تمارين الضحك الصحي، مسكن طبيعي لآلام الجسد وتقوي الجهاز المناعي، ويخفض ضغط الدم المرتفع، ويسيطر على نسبة السكر في الدم ويحافظ على قلبك وحيويته. بل هو الحل الأقوى ضد الحالة النفسية العالمية وهي (الاكتئاب).
4- الحياة الاجتماعية: نوعية الحياة والرضا عنها لا تعتمد على كم من المال أو القوة أو المركز الوظيفي فقط، كل هذا لا يكفي إذا لم تحقق بقية احتياجاتك النفسية الأخرى منها .. أصدقاء حقيقيين يشاركونك مشاعرهم الصادقة وتقديرهم لك.. أندية الضحك الصحية – يوغا الضحك Laughter Yoga هي القوة لإيجابية التي تربط الناس مع بعضها البعض بالسرعة والسهولة التي يرغبون بها.
5- روح الدعابة الداخلية: أندية الضحك الصحية – يوغا الضحك Laughter Yoga تساعدك على كيفية الحفاظ على معنوياتك العالية عند مواجهة التحديات في الحياة.. أنها تعزز موقفك الإيجابي العقلي لمساعدتك على التعامل مع الحالات السلبية الصعبة والتعامل مع الشخصيات الصعبة بطريقة أفضل.

## وصلات خارجية
- علم أصل الكلمة من Gelotology
- جامعة واشنطن
- الفكاهة علاج لمرضى السرطان
- تعبير الشمبانزي بالوجه والألفاظ نسخة محفوظة 25 مارس 2008 على موقع واي باك مشين.